# Караультюбе
Караультюбе  — горная вершина в Буйнакском районе Дагестана. Высота над уровнем моря составляет 754 метра.
Ближайшие населённые пункты: Буглен, Нижнее Казанище, Верхнее Казанище, Нижний Дженгутай и Параул.